# Surowe (województwo mazowieckie)
Surowe – wieś sołecka kurpiowska w Polsce położona w województwie mazowieckim, w powiecie ostrołęckim, w gminie Czarnia.

## Położenie
Wieś leży na Równinie Kurpiowskiej, a w pobliżu przepływa Omulew i jej dopływ Trybówka. Przez Surowe przebiega droga wojewódzka nr 614 Myszyniec-Chorzele.

## Historia
Wieś wzmiankowano już w 1620, jako jedną z największych na Kurpiowszczyźnie. Wchodziła w skład starostwa ostrołęckiego. Surowe liczyły w 1827 roku 74 domostwa i 535 mieszkańców. Liczba ta wzrosła pod koniec XIX wieku do 95 domostw i 927 mieszkańców.
W latach 1921–1931 wieś leżała w województwie białostockim, w powiecie ostrołęckim, w gminie Wach (od 1931 w gminie Czarnia).
Według Powszechnego Spisu Ludności z 1921 roku wieś zamieszkiwało 1047 osób, 1046 było wyznania rzymskokatolickiego a 1 prawosławnego. Jednocześnie 1046 mieszkańców zadeklarowało polską przynależność narodową a 1 rosyjską. Było tu 185 budynków mieszkalnych. Miejscowość należała do parafii rzymskokatolickiej w Czarni. Podlegała pod Sąd Grodzki w Myszyńcu i Okręgowy w Łomży; właściwy urząd pocztowy mieścił się w m. Czarnia.
W wyniku agresji III Rzeszy na Polskę we wrześniu 1939 tereny byłej gminy znalazły się pod okupacją niemiecką i do wyzwolenia weszła w skład Landkreis Scharfenwiese, Regierungsbezirk Zichenau III Rzeszy.
W latach 1975–1998 miejscowość administracyjnie należała do województwa ostrołęckiego.
W 2011 Surowe zamieszkiwało 991 mieszkańców, zaś w 2021 – 839.

## Demografia
Liczba ludności na przestrzeni lat:
- w 1827 – 535 mieszkańców[6]
- pod koniec XIX wieku – 927 mieszkańców[6]
- w 1921 – 1047 mieszkańców[10]
- w 2011 – 991[13]
- w 2021 – 839[14]

## Zabytki
Od 2022 w rejestrze zabytków Narodowego Instytutu Dziedzictwa znajduje się leśniczówka z 1930 roku.

## Kultura
Wieś jest ośrodkiem sztuki ludowej. We wsi pracownię bursztynniczą miał w XX w. Wiktor Deptuła.

## Turystyka
Miejscowość dała nazwę położonemu na północ rezerwatowi przyrody Surowe z sosnami bartnymi.

## Religia
Wierni kościoła rzymskokatolickiego należą do parafii Niepokalanego Poczęcia Najświętszej Maryi Panny w Czarni.
W 1898 roku w Surowem urodził się Zenon Żebrowski, misjonarz znany jako brat Zenon.